# سديم (ضباب)
السَدِيم أو الشابورة هو الضباب الرقيق، وهو قطرات ماء سابحة في الجو قريبة من سطح الأرض.

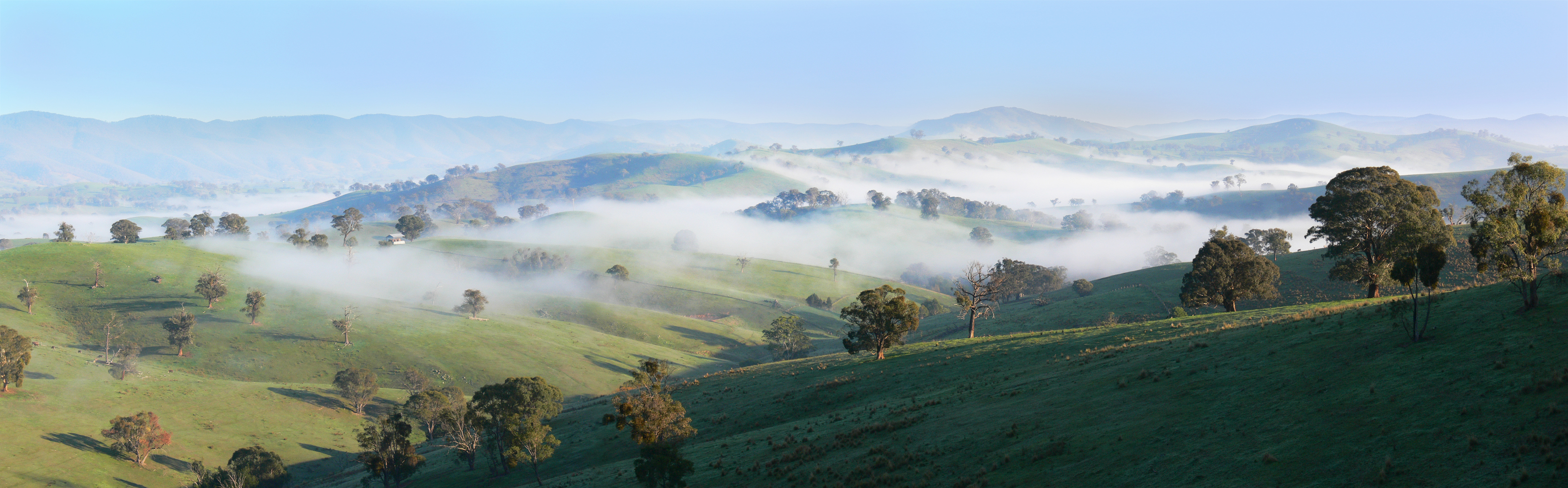
السديم صباحًا في أستراليا

## معرض صور

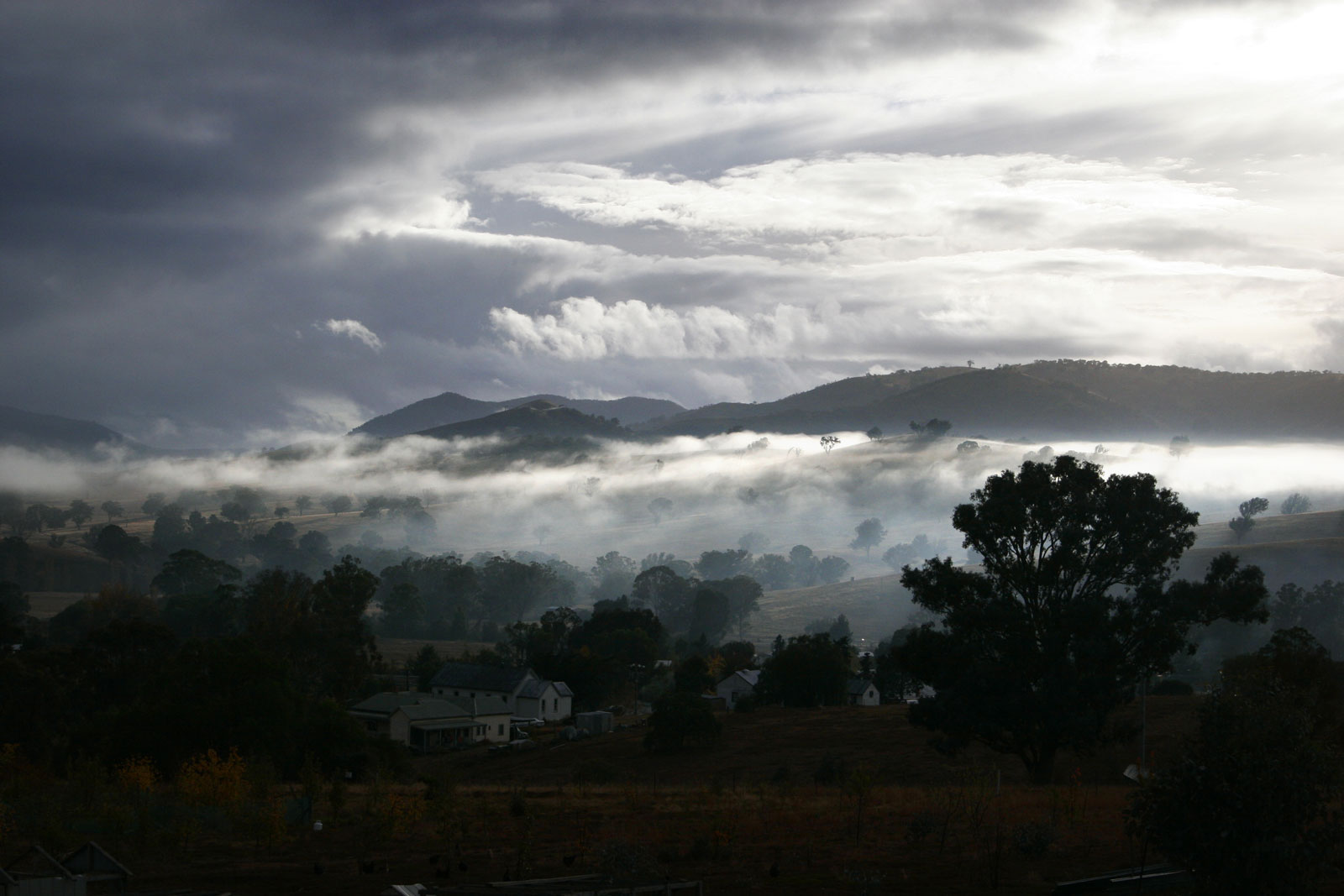
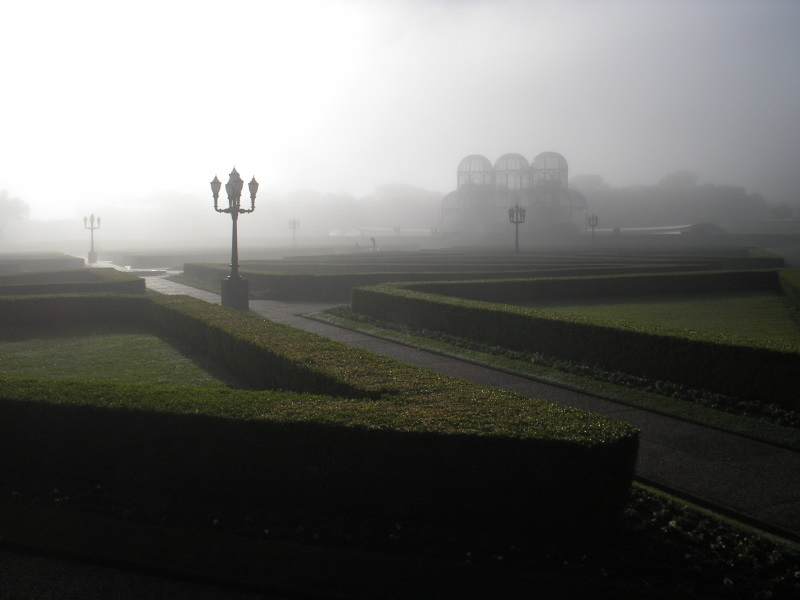
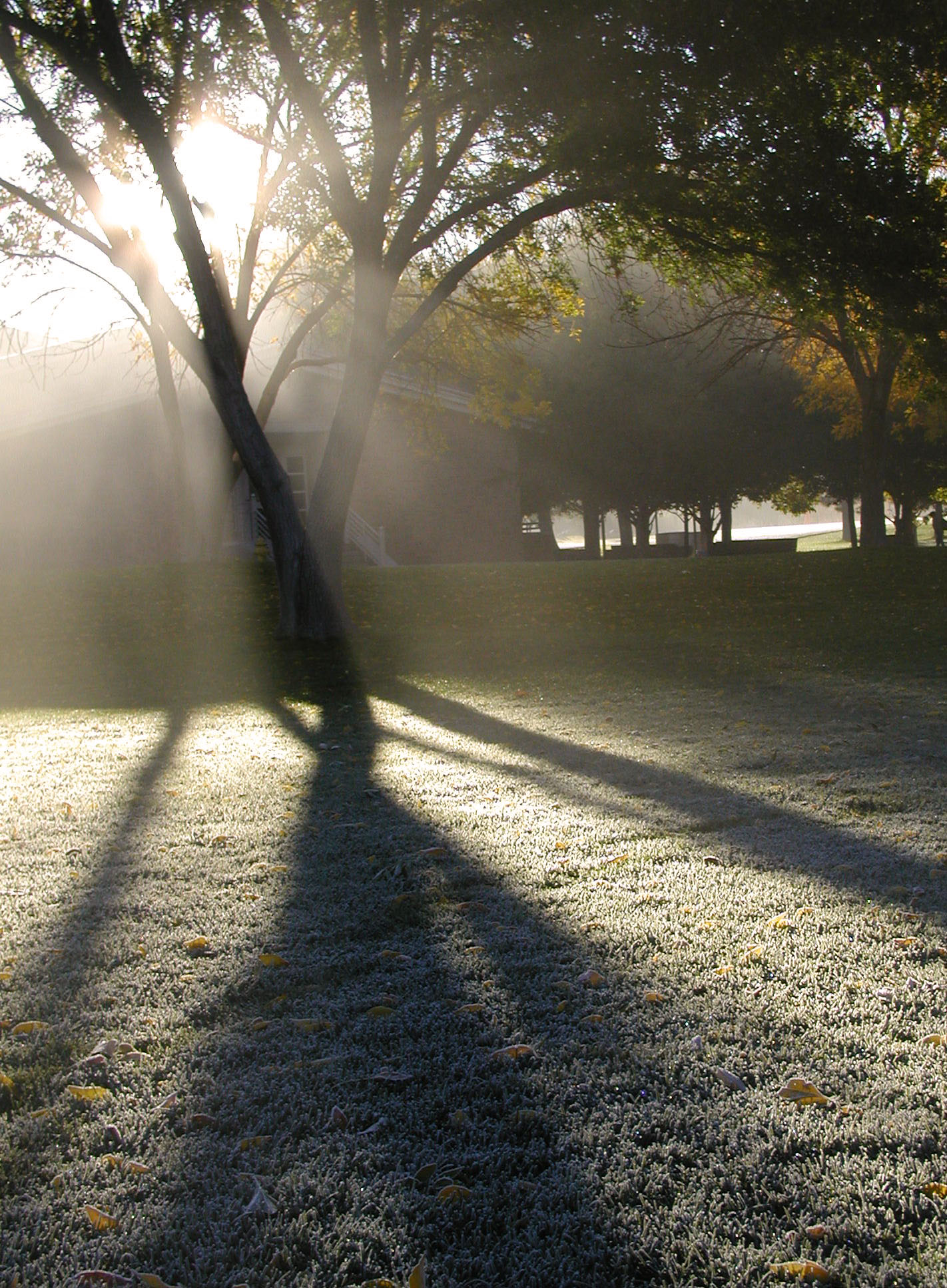
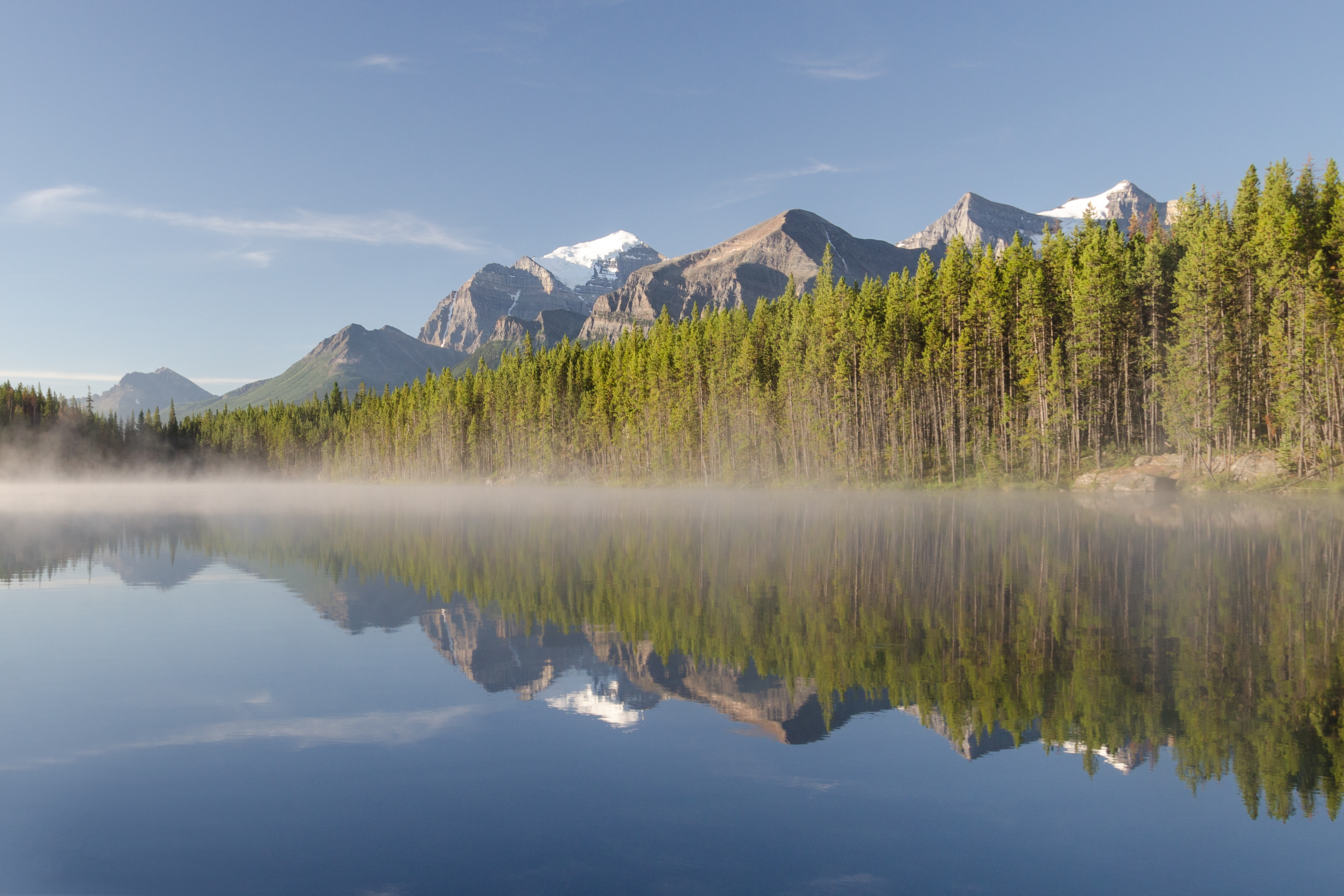